# Білоруський національний стрій
Білоруський національний стрій відображає в собі характер білоруської нації, її погляди на світ. Селянин практично все своє життя ходив у білому одязі з льону. Буденний та святковий стрій був різним. Особливо красиво одягалися до сільськогосподарських свят та до свята першого вигону худоби на пасовиська. Особливим був також стрій під час посту — т.зв. «пасцяний», в обробці якого виділяється червоний колір.

## Історія білоруського національного строю
Як вказує мешканець Мінська Олександр Личавко, «Білоруський національний стрій почав своє формування за часів Середньовіччя. До 14-16 сторіч він отримав свої специфічні риси, а до 19 ст. повністю сформувався». Білоруський національний стрій розподіляють за технікою виконання, способом носіння орнаменту, типом орнаменту тощо.

## Класифікація білоруського національного строю

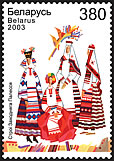
Костюми Західного Полісся. Поштова марка Білорусі

Більшість дослідників виділяють такі групи білоруського національного одягу:
1. Березинська,
2. Березівська,

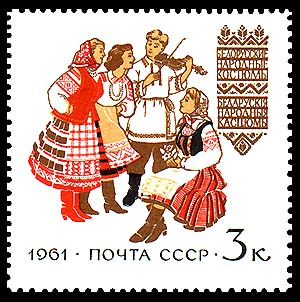
Білоруський національний одяг, поштова марка (1961)

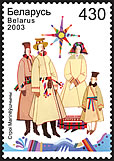
Костюми Могилівщини. Поштова марка Білорусі

3. Брагинська (територія Східного Полісся, здебільшого південно-східні райони Гомельської області),
4. Буда-Кошелівська (Подніпров'я, здебільшого Буда-Кошелівський, Гомельський, Річицький райони),
5. Бихівська,
6. Вілейська,
7. Волковисько-Каменецька (Понімання, Волковицький, Пружанський та Кам'янецький райони),
8. Давид-Городосько-Турівська (схід Західного Полісся: Турів, Давид-Городок та Столин),
9. Дзукія (південно-східна частина Литви та північний захід Білорусі),
10. Дисеньска,
11. Домачівська (Західне Полісся у Білорусі, околиця м. Влодава у Польщі, південно-західні частини Волинської області України),
12. Дубровинська (Подвіння, частково Смоленщина),
13. Калинковицька (Східне Полісся: Калинковицький, Світлогірський, Жлобинський р-ни),
14. Кобринська (Жабинківський та Кобринський р-ни),
15. Копильсько-Клецька (Центральна Білорусь),
16. Краснопольска(Подніпров'я),
17. Лепельска (Подвіння: Лепельський, Ушацький, Часницький р-ни),
18. Лунинецька,
19. Ляховицька (Центральна Білорусь),
20. Малоритська (Західне Полісся),
21. Могилівська (Подніпров'я),
22. Мостівська (Понімання),
23. Мотольська (невелика частина Іванівського району Західного Полісся — Мотоль, Тишковичі, Осовниця),
24. Мстиславо-Климовицька,
25. Наровлянська,
26. Неглюбська (Подніпров'я),
27. Новогрудська (Понімання),
28. Островецька,
29. Пінсько-Івацівська (Західне Полісся),
30. Пуховицька (Центральна Білорусь між Слуцьком та Осиповичами берегами річки Птич),
31. Росонська,
32. Слуцька (Центральна Білорусь: м. Слуцьк та навколишні села),
33. Смоленська,
34. Стародозорська,
35. Турово-Мозирська,
36. Шкловська.